# 磯部百鱗
磯部 百鱗（いそべ ひゃくりん、天保7年6月21日〔グレゴリオ暦：1836年8月3日〕 - 明治39年〔1906年〕4月17日）は、伊勢国の日本画家、御師、神官。本名は愛之助、別号に華水。「神都有数の画人」と称され、伊藤小坡ら数多くの門人を育てた。

## 経歴
天保7年6月21日（グレゴリオ暦：1836年8月3日）に代々伊勢神宮の御師を務める「磯部大夫」の家系に生まれる。磯部大夫は宇治今在家町に邸宅を構えていた。百鱗邸跡は皇大神宮（内宮）前から徒歩4分のところにある。
初め山田宮後町の画家である林棕林に入門し、後に京都へ上り長谷川玉峰に師事する。ここで四条派の流麗な画風を身に付けた。また故実を中林竹渓から、俳諧を神風館只青（爲田只青）から学び、久保田米僊、今尾景年、鈴木松年と交友を持った。
その後伊勢に戻って伊勢神宮に奉職する傍ら、画家としての活動を続け、京都博覧会で銅牌、東洋絵画展覧会で金牌を獲得し、名声を得た。門人に伊藤小坡、江村隆章、川口呉川、鈴木紫陽、田南岳嶂、中村左洲、橋本鳴泉、吉田百僊らがいる。伊東里きの従妹である伊藤くにゑも百鱗に日本画を学んだ。
1906年（明治39年）4月17日に辞世の句「形こそ消ゆれ命は野に山に」を残し、69歳（数え年で71歳）で生涯を閉じた。

### 没後
磯部百鱗の没後、浦田坂東桜岡に「松木翁之碑」が建てられ、磯部の伝記が記された。2006年（平成18年）には没後100年を記念して神宮徴古館で同館所蔵作品と個人蔵の作品を合わせて磯部の記念展が開催された。
おはらい町で土産品店・飲食店を営む岩戸屋は、伊勢まちかど博物館の1つである「百鱗房」を運営し、磯部の作品を季節に合わせて展示している。

## 人物
恬淡寡欲な人物であったという。一般に四条派の画家とされるが、武者絵には土佐派などの影響がみられる。